# サーブ 9LV
サーブ9LV (Saab 9LV)は、SAAB社の艦載C4Iシステム。当初は射撃指揮システムとして開発されたが、9LV Mk.3で意思決定機能が統合された。なお、現在の開発元はセルシウステック（CelsiusTech）社である。

## 概要
サーブ9LVは、当初、射撃指揮システムとして開発されていた。9LV 200射撃指揮システムは、戦術情報処理装置であるCCIS (Command Control Information System)と連接されることで戦闘システムを構築していた。
これに続いて開発された9LV Mk.3は、CCISと9LV 200を同時に代替する統合戦闘システムとして完成された。9LV Mk.3は分散処理アーキテクチャを採用しており、各ワークステーションはMC68020プロセッサと4メガバイトの主記憶装置を有しており、状況表示には、20インチ（1280×1024ピクセル）のカラーまたは白黒のメイン・ディスプレイのほか、1024×1024の上部ディスプレイ、256×1024の下部ディスプレイが使用される。各ワークステーションは10メガビット・イーサネットによって連接されており、また、ソフトウェアのプログラム言語としてはAdaが使用される。
オープンアーキテクチャとモジュール化の導入により、容易なアップデートとスケーラビリティを実現した。現在、15の海軍で、200隻の艦艇に搭載されて運用されており、また、発展型の9LV Mk.4の開発も完了している。

### 採用国と搭載艦艇
オーストラリア海軍
- アンザック級フリゲート

 カナダ海軍
- ハリファックス級フリゲート

 スウェーデン海軍
- ストックホルム級コルベット
- イェーテボリ級コルベット
- ヴィスビュー級コルベット

 タイ海軍
- プーミポン・アドゥンヤデート級フリゲート

 デンマーク海軍
- ニールス・ユール級コルベット
- テティス級哨戒艦
- フリーヴェフィスケン級哨戒艇

 パキスタン海軍
- タリク級駆逐艦

 フィンランド海軍
- ヘメンメア級機雷敷設艦